# Gena Lee Nolin
Gena Lee Nolin (født d. 29. november 1971 i Duluth, Minnesota, USA) er en amerikansk skuespillerinde og fotomodel. Nolin er mest kendt for sin medvirken som Neely Capshaw i TV-serien Baywatch.
Nolin har især medvirket i TV-serier:
| År        | Titel                                    | Role                                     |
| --------- | ---------------------------------------- | ---------------------------------------- |
| 1994–1995 | The Price Is Right                       | Model                                    |
| 1995–1998 | Baywatch                                 | Neely Capshaw                            |
| 1996      | Real Men Don't Watch Pre-Game            | sig selv – vært                          |
| 1996      | MTV Rock N' Jock B-Ball Jam              | sig selv – værtinde                      |
| 1996      | TFI Friday                               | sig selv                                 |
| 1997      | MTV Europe Music Awards 1997             | sig selv                                 |
| 1998      | That's Incredible!                       | sig selv                                 |
| 1998      | The Daily Show with Jon Stewart          | sig selv                                 |
| 1998      | Baywatch: White Thunder at Glacier Bay   | Neely Capshaw                            |
| 1999      | The Underground Comedy Movie             | Marylin                                  |
| 2000      | The Flunky                               | Sondra                                   |
| 2000–2002 | Sheena                                   | Sheena                                   |
| 2002      | Fear Factor                              | sig selv                                 |
| 2003      | Baywatch: Hawaiian Wedding               | Neely Capshaw                            |
| 2010      | Comedy Central Roast of David Hasselhoff | sig selv                                 |
| 2014      | Hell's Kitchen                           | sig selv                                 |
| 2016      | Sharknado: The 4th Awakens               | Neely Capshaw – Astro-X Rocket Scientist |
| 2017      | Killing Hasselhoff                       | sig selv                                 |

## Privatliv
Gena Lee Nolin har tre børn og hendes tredje ægteskab er med ishockeyspilleren Cale Hulse.